# Апостольский нунций в Мозамбике
Апостольский нунций в Республике Мозамбик — дипломатический представитель Святого Престола в Мозамбике. Данный дипломатический пост занимает церковно-дипломатический представитель Ватикана в ранге посла. Апостольская нунциатура в Мозамбике была учреждена на постоянной основе 14 декабря 1995 года. Её резиденция находится в Мапуту.
В настоящее время Апостольским нунцием в Мозамбике является архиепископ Луис Мигель Муньос Кардаба, назначенный Папой Франциском 23 января 2024 года.

## История
Апостольская делегатура в Мозамбике была учреждена 17 ноября 1974 года, апостольским бреве «In vertice» папы римского Павла VI.
Апостольская нунциатура в Мозамбике была учреждена 14 декабря 1996 года, бреве «Quo firmiores reddantur» папы римского Иоанна Павла II, с момента установления дипломатических отношений между Святым Престолом и Мозамбиком. Резиденцией апостольского нунция в Мозамбике является Мапуту — столица Мозамбика.

## Апостольские нунции в Мозамбике

### Апостольские делегаты
- Франческо Коласуонно, титулярный архиепископ Тронто — (6 декабря 1974 — 8 января 1985 — назначен апостольским про-нунцием в Югославии);
- Патрик Коувни, титулярный архиепископ Сатриано — (27 июля 1985 — 25 января 1990 — назначен апостольским нунцием в Эфиопии);
- Джачинто Берлоко, титулярный архиепископ Фидене — (15 марта 1990 — 17 июля 1993 — назначен апостольским нунцием в Коста-Рике);
- Петер Штефан Цурбригген, титулярный архиепископ Гластонбёри — (13 ноября 1993 — 22 февраля 1996 — назначен апостольским нунцием).

### Апостольские нунции
- Петер Штефан Цурбригген, титулярный архиепископ Гластонбёри — (22 февраля 1996 — 13 июня 1998 — назначен апостольским нунцием в Армении, Азербайджане и Грузии);
- Юлиуш Януш, титулярный архиепископ Каорле — (26 сентября 1998 — 9 апреля 2003 — назначен апостольским нунцием в Венгрии);
- Георг Паникулам, титулярный архиепископ Каудиума — (3 июля 2003 — 24 октября 2008 — назначен апостольским нунцием в Эфиопии и апостольским делегатом в Сомали);
- Антонио Аркари, титулярный архиепископ Кекири — (12 декабря 2008 — 5 июля 2014 — назначен апостольским нунцием в Коста-Рике);
- Эдгар Пенья Парра, титулярный архиепископ Кастелло — (21 февраля 2015 — 15 августа 2018 — назначен заместителем государственного секретаря Святого Престола по общим делам);
- Пьерджорджо Бертольди, титулярный архиепископ Спелло — (19 марта 2019 — 18 мая 2023 — назначен апостольским нунцием в Доминиканской Республике и апостольским делегатом в Пуэрто-Рико);
- Луис Мигель Муньос Кардаба, титулярный архиепископ Назаи — (23 января 2024 — по настоящее время).